# سلفادور كوريا
سلفادور كوريا (بالإسبانية: Salvador Correa)‏ هو متزلج جماعي أرجنتيني، ولد في 28 مايو 1916، وتوفي في 20 يونيو 2002.

## وصلات خارجية
- سلفادور كوريا على موقع اللجنة الأولمبية الدولية (الإنجليزية)
- سلفادور كوريا على موقع أوليمبيديا (الإنجليزية)